# یان مانکس
یان مانکِس (هلندی: Jan Mankes; ۱۵ اوت ۱۸۸۹ – ۲۳ آوریل ۱۹۲۰) نقاش هلندی بود. آثار نامتظاهرانه و پرجزئیاتش از خودنگاره و منظره‌نگاری تا طبیعت بیجان و پرندگان و جانوران را دربرمی‌گرفت. او پیش از آنکه در ۳۰سالگی بر اثر سل بمیرد، حدود ۲۰۰ نقاشی، ۱۰۰ طرح و ۵۰ اثر چاپی کشید. 

## نگارخانه

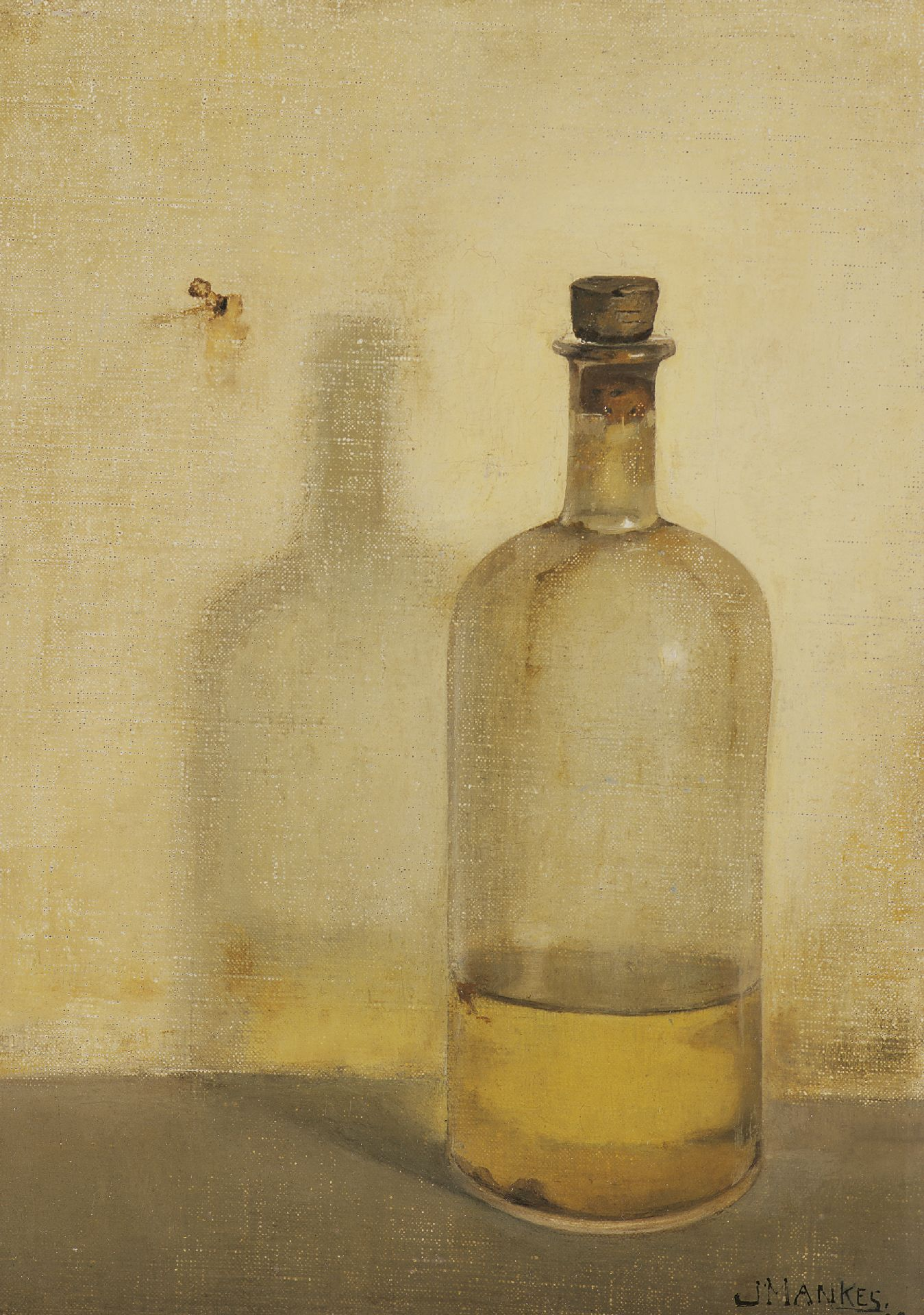
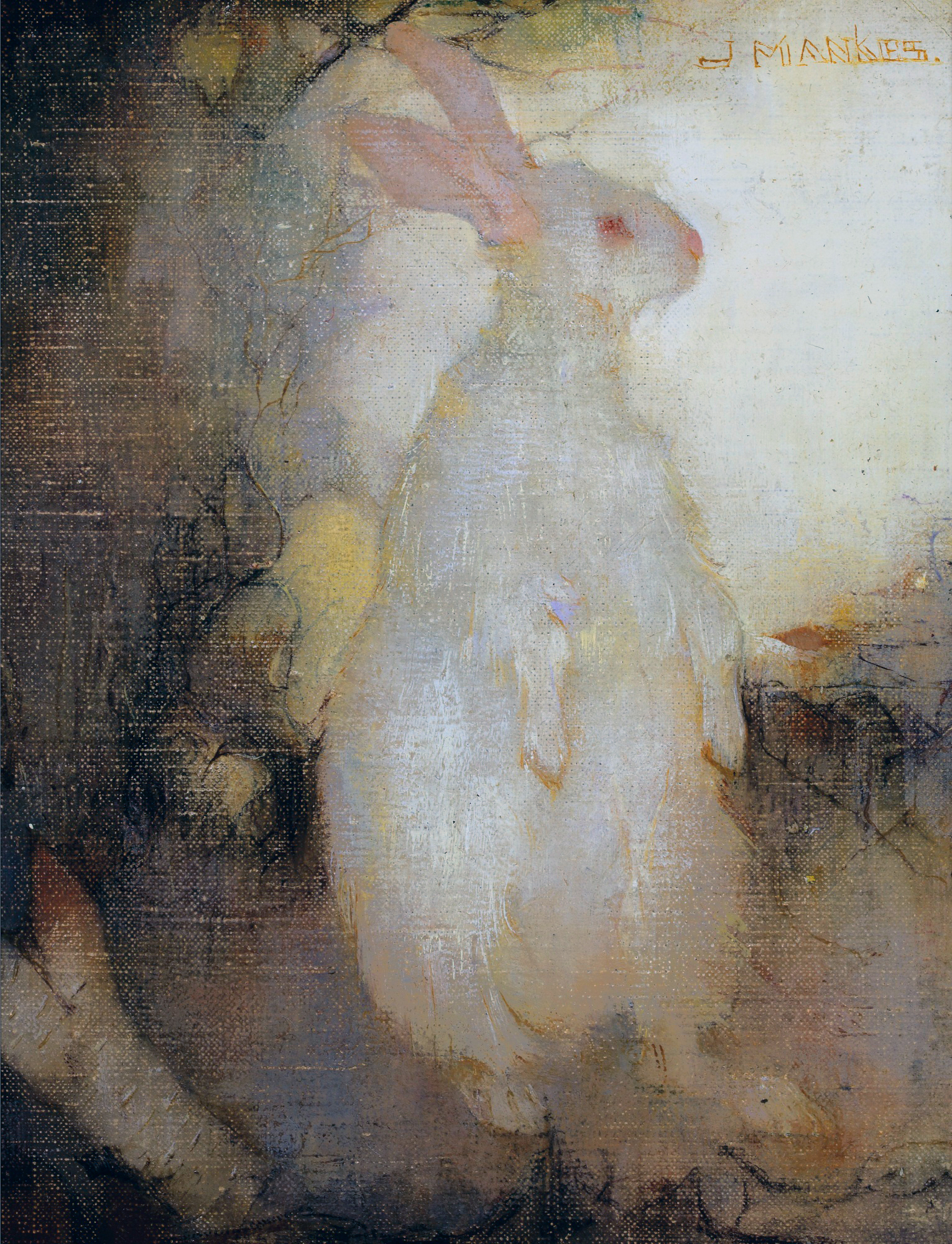
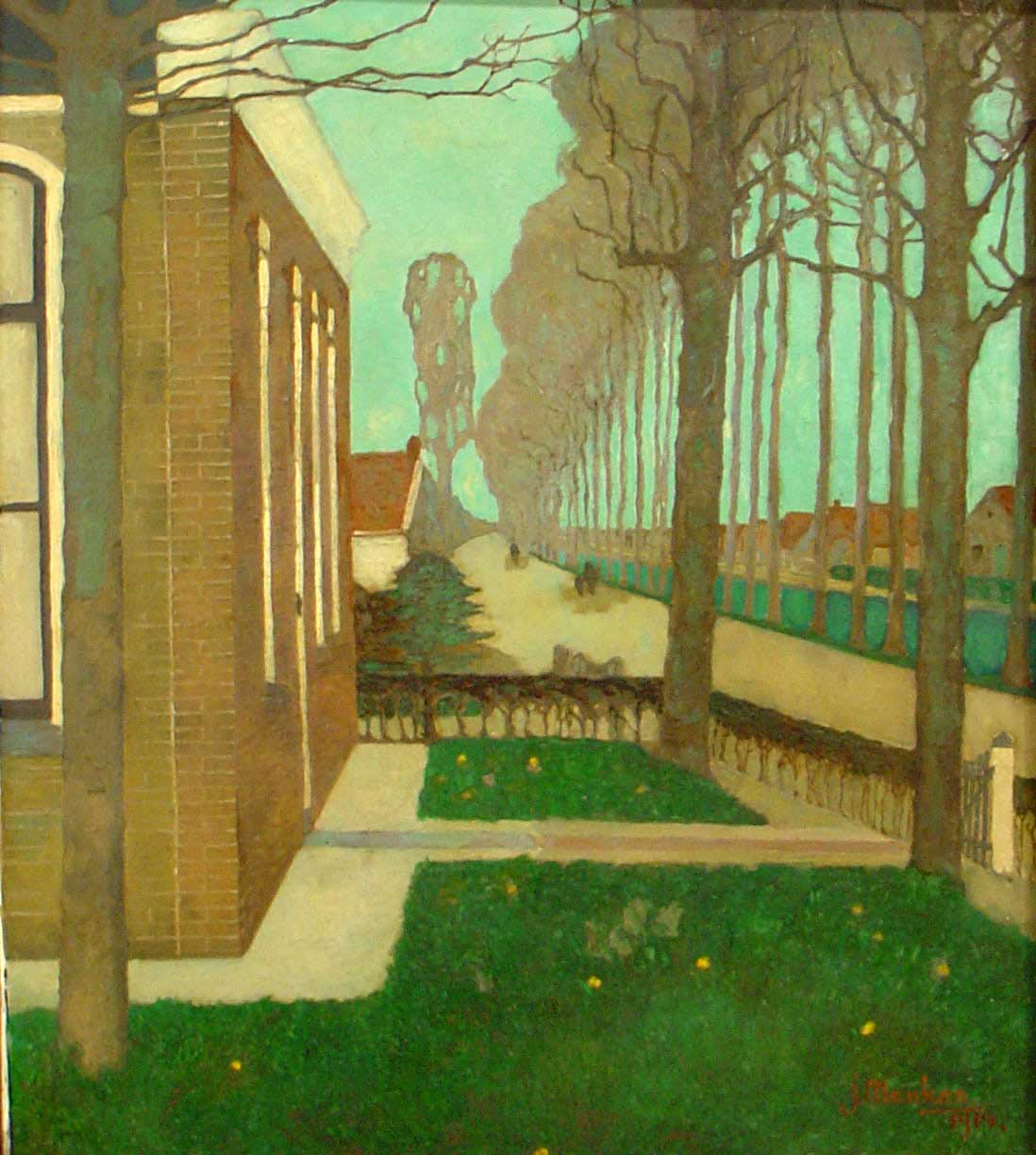
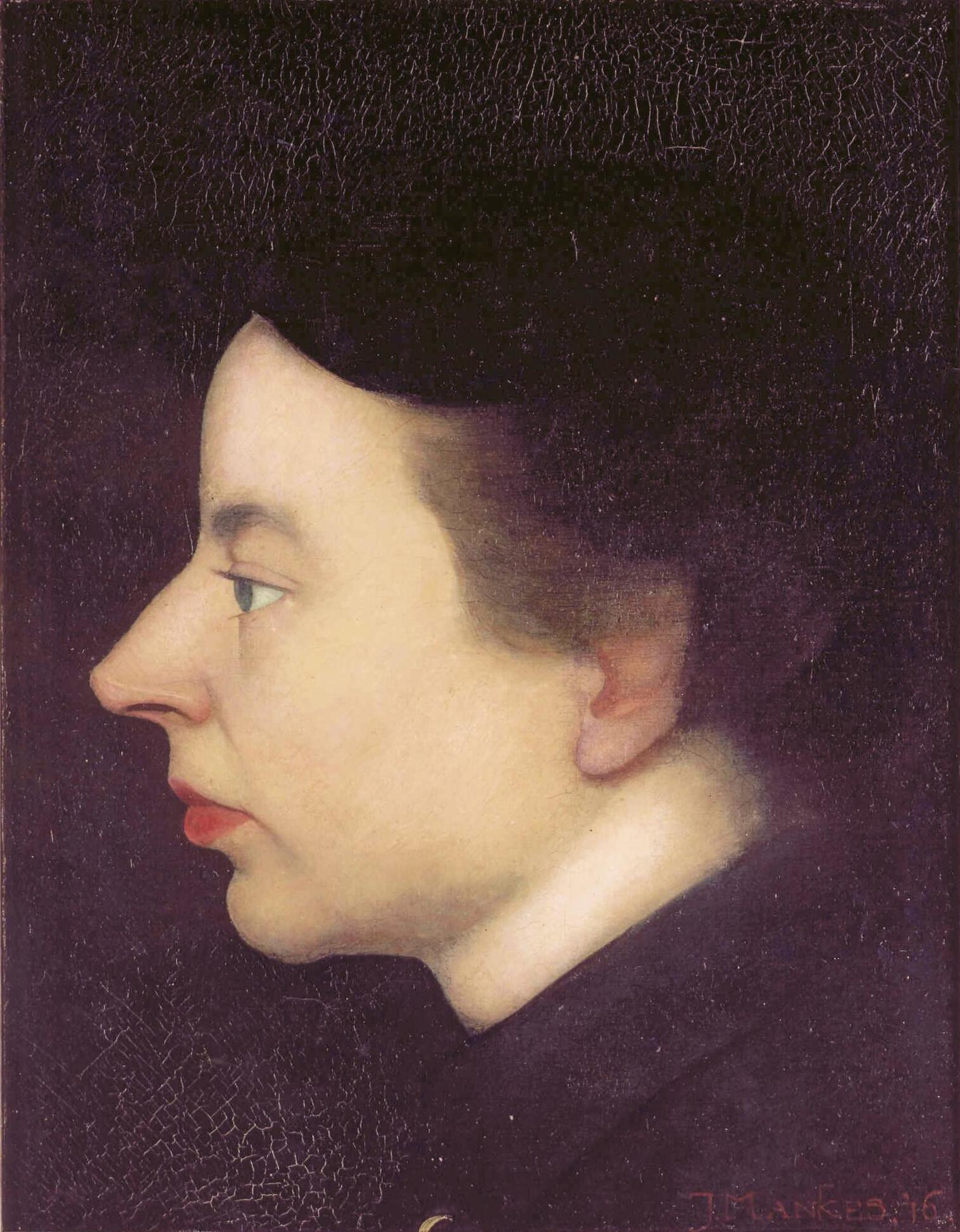
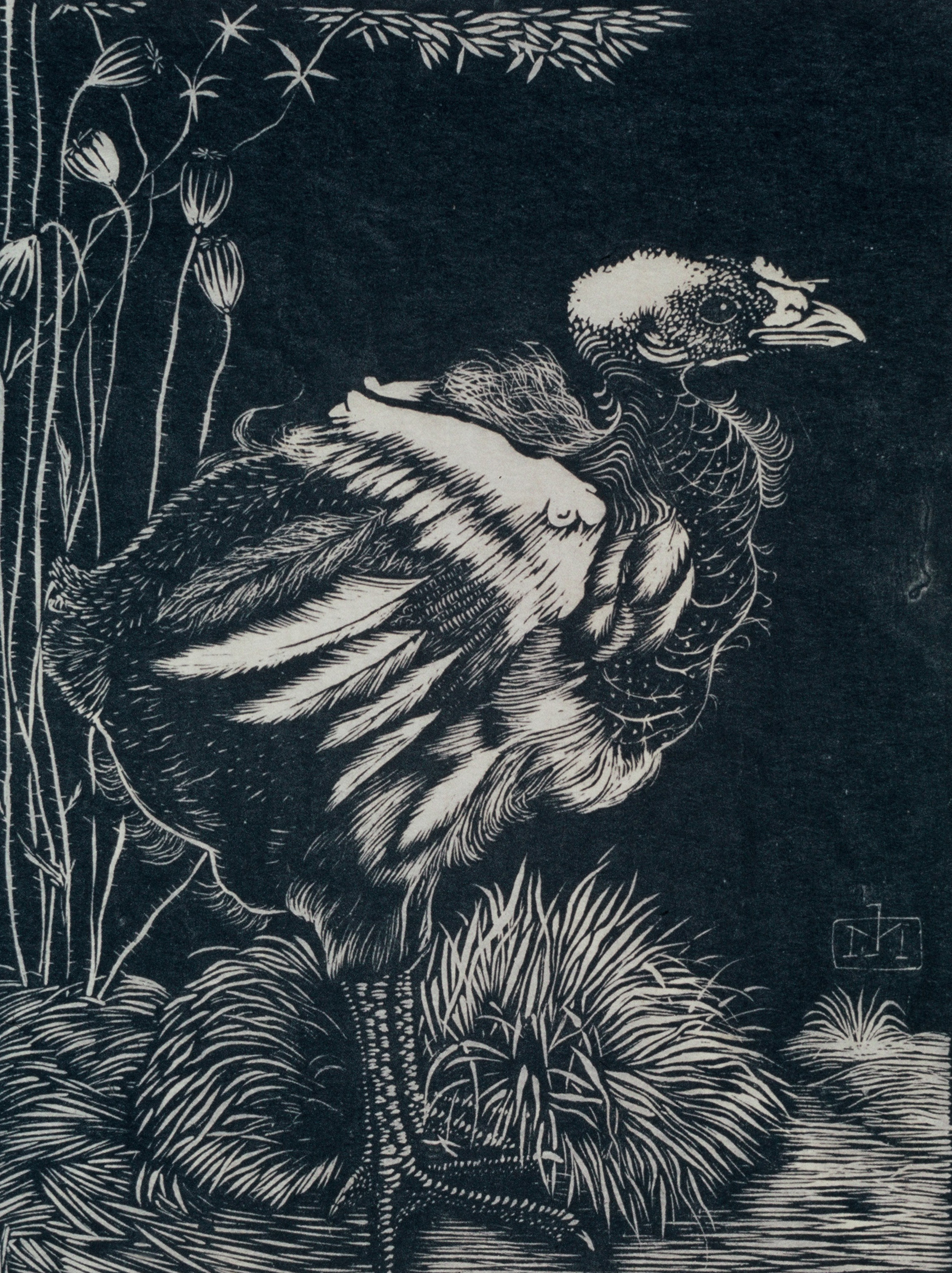
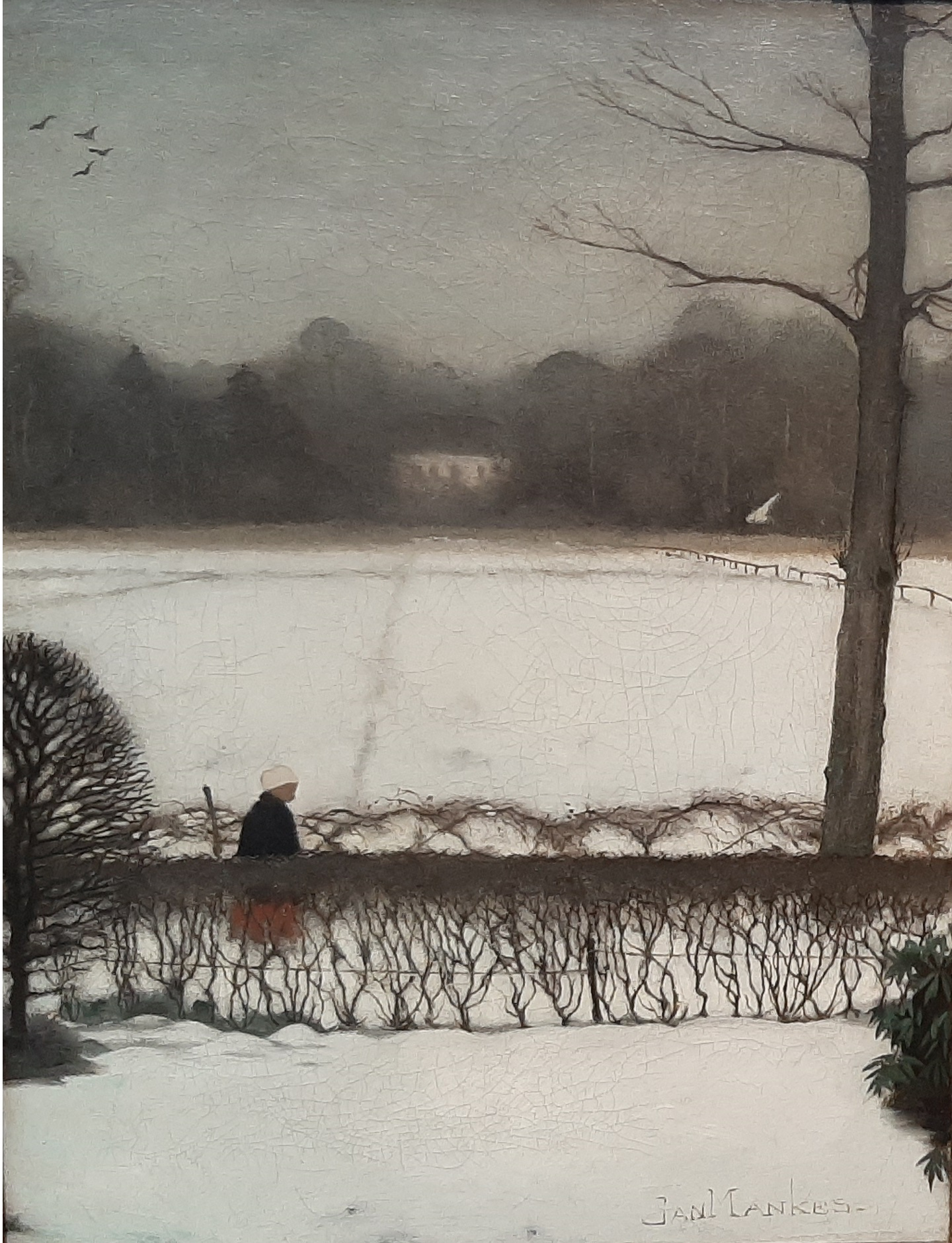
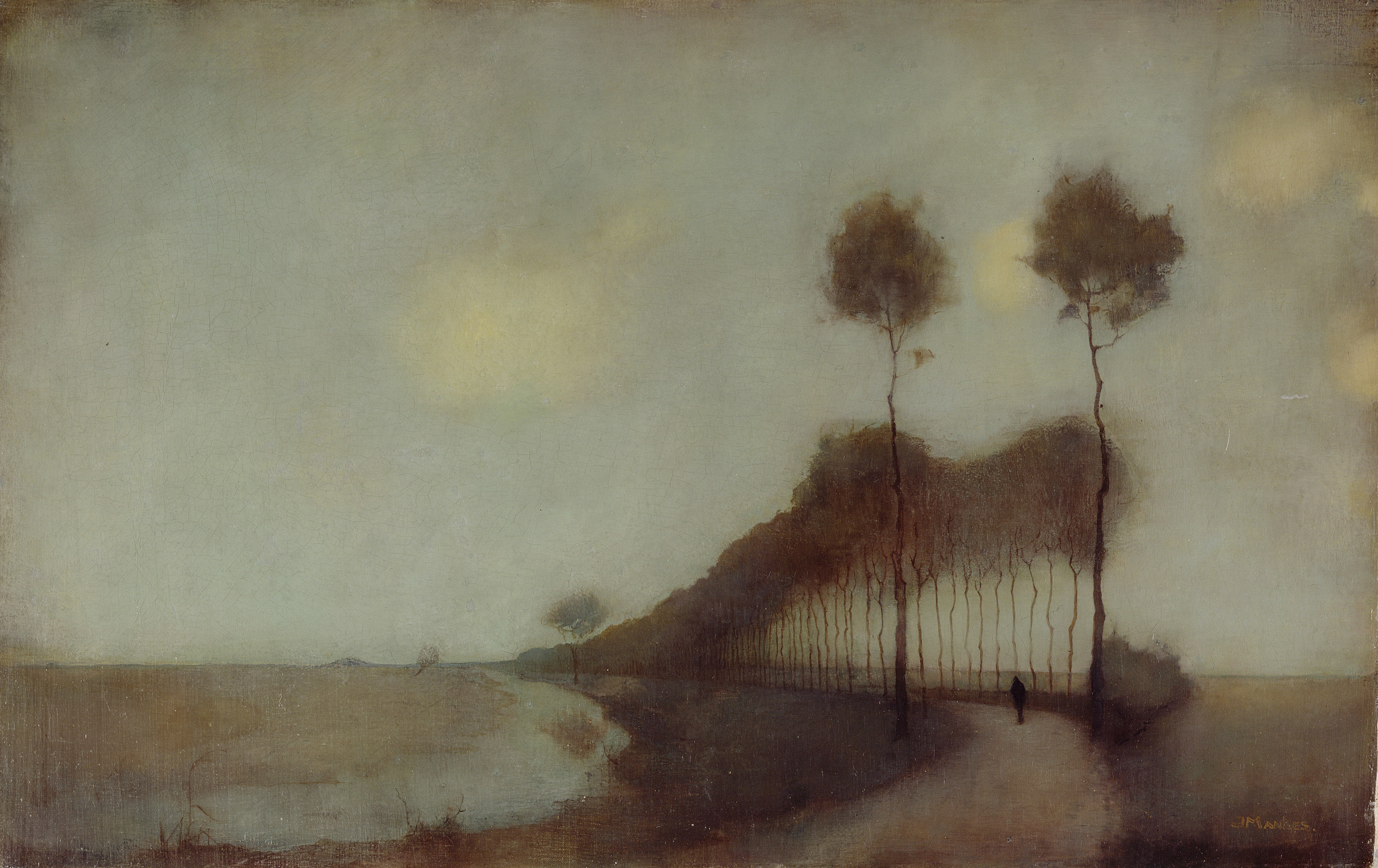
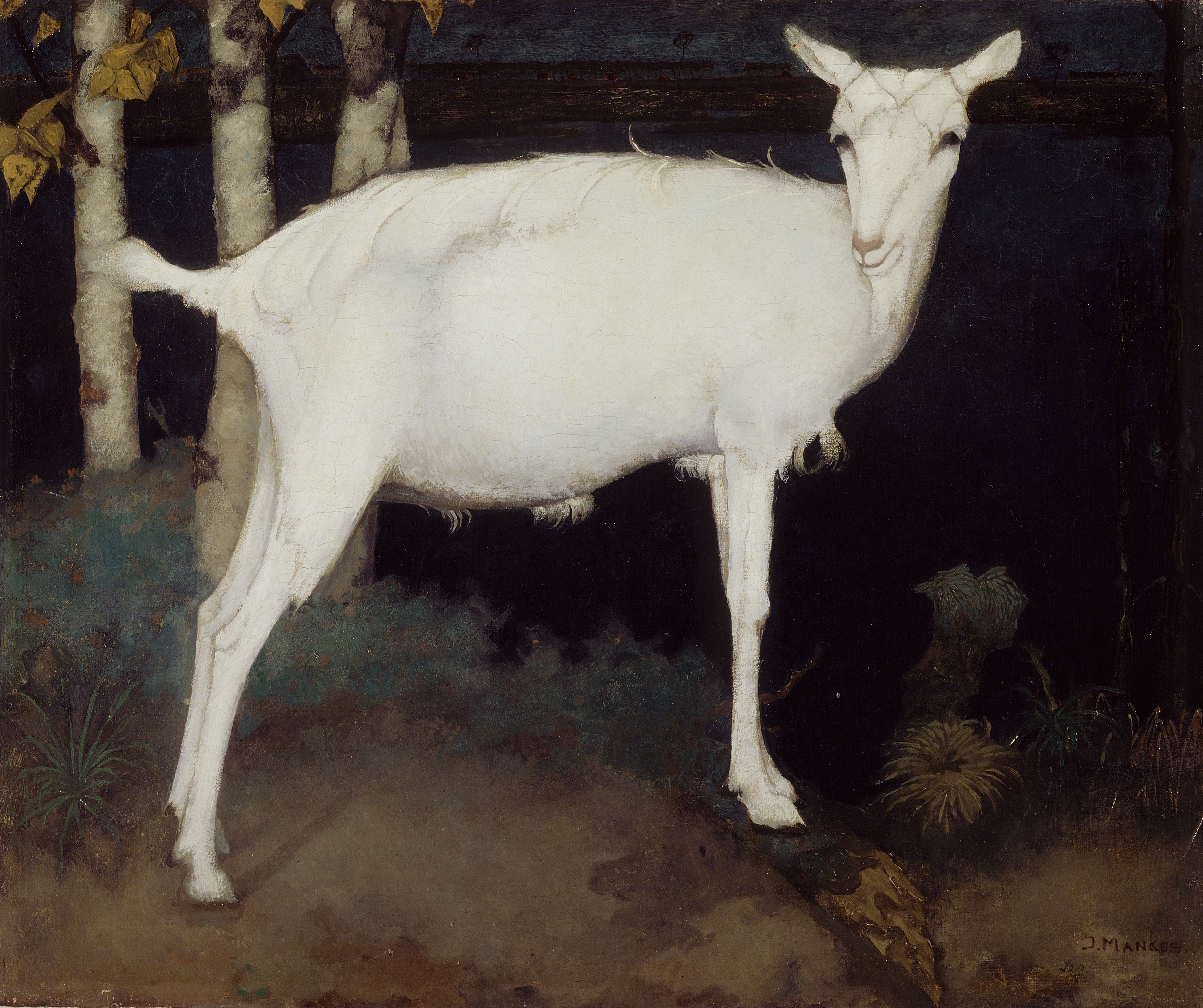